# Homaliodendron rectifolium
Homaliodendron rectifolium là một loài Rêu trong họ Neckeraceae. Loài này được (Mitt.) M. Fleisch. miêu tả khoa học đầu tiên năm 1906.